# Float (álbum de Flogging Molly)
Float es el sexto álbum del grupo de punk rock irlandés estadounidense Flogging Molly y el cuarto en estudio. Salió a la venta el 4 de marzo de 2008.

## Lista de canciones
1. "Requiem for a Dying Song" – 3:31
2. "Paddy's Lament" - 3:25
3. "Float" - 4:54
4. "You Won't Make a Fool out of Me" - 2:43
5. "Lightning Storm" - 3:30
6. "Punch Drunk Grinning Soul" - 4:21
7. "Us of Lesser Gods" - 3:20
8. "Between a Man and a Woman" - 3:21
9. "On the Back of a Broken Dream" - 3:22
10. "Man with No Country" - 3:04
11. "The Story so Far" - 4:12

## Curiosidades
- "Requiem for a Dying Song" y "Float" aparecen versiones alternativas en su anterior EP, "Complete Control Sessions", probablemente demos.
- "Between a Man and a Woman" aparece en su primer disco, el directo "Alive Behind The Green Door".

- Datos: Q2549078